# Scarabaeus cicatricosus
Scarabaeus cicatricosus là một loài bọ cánh cứng trong họ Bọ hung (Scarabaeidae).